# Primærrute 32
Primærrute 32 er en hovedvej mellem Ribe og Esbjergmotorvejen ved Lunderskov.
Primærrute 32 starter i den nordlige del af Ribe, ved primærrute 11 og 24. Den fortsætter mod Lunderskov forbi Vejen, for at slutte ved frakørsel 65 på Europavej E20, nordøst for Lunderskov. Fra Vejen følges den med sekundærrute 191, som dog fortsætter helt til Kolding.
Rute 32 har en længde på ca. 41 km.
Ved vejen findes et skilt til Hesselvad stenkiste, der ligger 400 m nede ad "Gammel Landevej". På kommunegrænsen vest for Lunderskov krydser vejen jernaldervolden Trældiget.

## Galleri
- Ribe Mark Forsamlingshus
- Kalvslund Kirke
- Skibelund Efterskole ved Skibelund Krat syd for Vejen
- Mellem Store Andst og Vejen findes en rasteplads med udsigt over Gamst Søenge
- "Haralds Kilde Put i Hul" nær rastepladsen nordøst for Lunderskov